# Stazione di Cropani
Stazione di Cropani vasútállomás Olaszországban, Cropani településen.

## Vasútvonalak
Az állomást az alábbi vasútvonalak érintik:
- Jonica-vasútvonal

## Kapcsolódó állomások
A vasútállomáshoz az alábbi állomások vannak a legközelebb:
- Stazione di Sellia Marina
- Stazione di Botricello